# Парнозуб найзеленіший
Парнозуб найзеленіший (Zygodon viridissimus) — вид мохів порядку прямоволосникальних (Orthotrichales).

## Поширення
Батьківщиною є Європа, Північна Африка, Північна Америка, Азія.
Мох росте насамперед на горбистій або гірській висоті у вологих або сухих, тінистих або яскравих, але не сонячних місцях на стовбурах твердих порід деревини, рідше на мертвій деревині чи скелях на узліссях лісів і галявинах, на алеях і в парках або на окремих фруктових деревах. Місця зростання часто — поблизу водойм.

## Характеристика

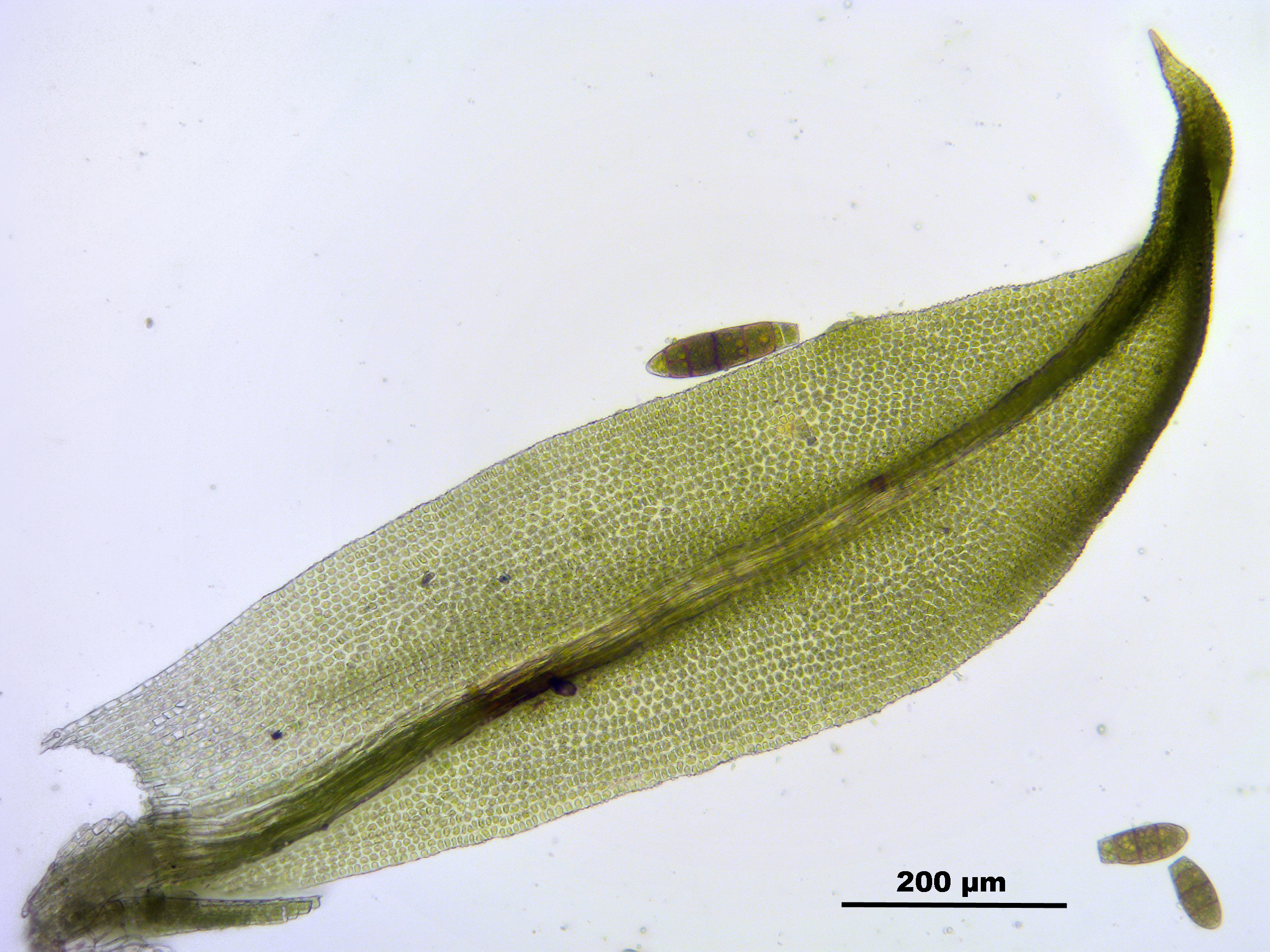

Зелений зубчастий мох дуже схожий на близький вид Zygodon rupestris і, як і він, утворює низькі нещільні газони з прямовисними стеблами. Листки ланцетної форми, кілюваті у верхній частині, з коротким кінчиком і довжиною до двох міліметрів, у вологому стані стоять вертикально, розпростерто, а в сухому стані слабо закручені спірально. Листкова жилка закінчується безпосередньо перед кінчиком листка. Вид дводомний. Спорогони зустрічаються рідко. Тіла розмноження рясно сформовані та мають еліпсоїдну або веретеноподібну форму, ширину від 25 до 35 мікрометрів і довжину від 60 до 100 мікрометрів.